# I… I'm Sorry!
I… I'm Sorry! est un tableau réalisé par le peintre américain Roy Lichtenstein en 1965-1966. De format vertical, il a été exécuté sur toile à la peinture à l'huile et la peinture acrylique de marque Magna, et à la manière d'une case de bande dessinée imprimée en points Benday. Il représente une jeune femme blonde enlaçant un arbuste, la larme à l'œil. Cette scène de genre peut être comprise comme une peinture chrétienne modernisée : réinterprétation par le pop art du Livre de la Genèse, elle figurerait Ève à l'instant où elle éprouve le regret d'avoir commis le péché originel, ainsi qu'en témoigne le phylactère dont l'inscription en anglais sert de titre à l'œuvre. Celle-ci est conservée depuis 1995 au Broad, à Los Angeles, en Californie.